# Grand Prix de triathlon 2005
Navigation
Grand Prix de triathlon 2004 Grand Prix de triathlon 2006
Le Grand Prix de triathlon 2005 est composée de cinq courses organisées par la Fédération française de triathlon (FFTRI). Chaque course est disputée au format sprint soit 750 m de natation, 20 km de cyclisme et 5 km de course à pied.
Le Grand Prix de triathlon 2005 se déroule du 22 mai au 24 septembre 2005.

## Calendrier
| Étapes   | Date                     | Villes              |
| -------- | ------------------------ | ------------------- |
| 1° étape | dimanche 22 mai 2005     | Dunkerque           |
| 2° étape | dimanche 29 mai 2005     | Les Sables-d'Olonne |
| 3° étape | dimanche 19 juin 2005    | Beauvais            |
| 4° étape | samedi 13 août 2005      | Embrun              |
| 5° étape | samedi 24 septembre 2005 | La Baule            |

## Clubs engagés

### Hommes
- Racing Club de France
- E.C. Sartrouville Triathlon
- Beauvais Triathlon
- Poissy Tri Duathon Club
- Les Sables Vendée Tri
- Mulhouse Olympique Tri
- Montluçon Triathlon
- Rouen Triathlon
- Rennes Triathlon
- Triathlon Olympique Cesson-Sévigné
- Saint Avertin Sports 37
- Vendôme Triathlon
- Gréoux-Les-Bains Triathlon
- Sables d'Olonne Triathlon
- ESM Gonfreville l'Orcher
- Brive Limousin Triathlon

### Femmes
- Poissy Tri Duathon Club
- Beauvais Triathlon
- Tri Club Châteauroux 36
- Brive Limousin Triathlon
- Dijon Triathlon
- Saint Avertin Sports 37
- Noyon Puissance 3
- Montpellier Triathlon
- Triathlon Olympique Cesson-Sévigné
- Les Sables Vendée Tri
- US Créteil Triathlon
- Nantes Triathlon
- Piranhas Triathlon Dieppe
- Athletic Club Boulogne-Billancourt
- Echirolles Triathlon
- ASM Saint-Etienne Triathlon 42

## Résultats

### Dunkerque[1]
| Position           | Hommes                      | Femmes                  |
| ------------------ | --------------------------- | ----------------------- |
| Médaille d'or      | Beauvais Triathlon          | Poissy Triathlon        |
| Médaille d'argent  | E.C. Sartrouville Triathlon | Tri Club Châteauroux 36 |
| Médaille de bronze | Racing Club de France       |                         |

### Les Sables-d'Olonne[2]
| Position           | Hommes                | Femmes                  |
| ------------------ | --------------------- | ----------------------- |
| Médaille d'or      | Poissy Triathlon      | Poissy Triathlon        |
| Médaille d'argent  | Les Sables Vendée Tri | Tri Club Châteauroux 36 |
| Médaille de bronze | Beauvais Triathlon    | Beauvais Triathlon      |

### Beauvais[3]
| Position           | Hommes                      | Femmes                   |
| ------------------ | --------------------------- | ------------------------ |
| Médaille d'or      | E.C. Sartrouville Triathlon | Poissy Triathlon         |
| Médaille d'argent  | Poissy Triathlon            | Brive Limousin Triathlon |
| Médaille de bronze | Beauvais Triathlon          |                          |

### Embrun[4]
| Position           | Hommes                      | Femmes                   |
| ------------------ | --------------------------- | ------------------------ |
| Médaille d'or      | Poissy Triathlon            | Poissy Triathlon         |
| Médaille d'argent  | Beauvais Triathlon          | Beauvais Triathlon       |
| Médaille de bronze | E.C. Sartrouville Triathlon | Brive Limousin Triathlon |

### La Baule[5]
| Position           | Hommes                | Femmes                   |
| ------------------ | --------------------- | ------------------------ |
| Médaille d'or      | Poissy Triathlon      | Poissy Triathlon         |
| Médaille d'argent  | Beauvais Triathlon    | Beauvais Triathlon       |
| Médaille de bronze | Racing Club de France | Brive Limousin Triathlon |

## Classement général final
| Position | Hommes                        | Hommes | Femmes                        | Femmes |
| Position | Équipes                       | Points | Équipes                       | Points |
| -------- | ----------------------------- | ------ | ----------------------------- | ------ |
|          | Poissy Triathlon              | 970    | Poissy Triathlon              | 1000   |
|          | Beauvais Triathlon            | 890    | Beauvais Triathlon            | 820    |
|          | E.C. Sartrouville Triathlon   | 850    | Tri Club Châteauroux 36       | 820    |
| 4e       | Les Sables Vendée Tri         |        | Brive Limousin Triathlon      |        |
| 5e       | Racing Club de France         |        |                               |        |
| 6e       | Mulhouse Olympique Tri        |        |                               |        |
| 7e       | Montluçon Triathlon           |        |                               |        |
| 8e       |                               |        |                               |        |
| 9e       |                               |        |                               |        |
| 10e      |                               |        |                               |        |
| 11e      |                               |        |                               |        |
| 12e      |                               |        |                               |        |
| 13e      |                               |        |                               |        |
| 14e      |                               |        |                               |        |
| 15e      | Triathlon Club Cesson-Sévigné |        |                               |        |
| 16e      | Saint Avertin Sports 37       |        | Triathlon Club Cesson-Sévigné |        |

## Résultats individuels
| Hommes                                          | Dunkerque | Les Sables-d'Olonne | Beauvais | Embrun | La Baule |
| ----------------------------------------------- | --------- | ------------------- | -------- | ------ | -------- |
| Frédéric Belaubre (E.C. Sartrouville Triathlon) | 1er       |                     |          |        |          |
| Franck Bignet (Beauvais Triathlon)              | 2e        |                     |          |        |          |
| Stéphane Poulat (Beauvais Triathlon)            | 3e        |                     |          |        |          |
| Yohann Vincent (Les Sables Vendée Tri)          |           | 1er                 |          |        |          |
| Rasmus Henning (Poissy Triathlon)               |           | 2e                  |          |        | 1er      |
| Carl Blasco (Poissy Triathlon)                  |           |                     |          |        | 2e       |
| Volodymyr Polikarpenko (Vendôme Triathlon)      |           |                     |          |        | 3e       |
| Ivan Vasiliev (Les Sables Vendée Tri)           |           | 3e                  |          | 3e     |          |
| Cédric Fleureton (E.C. Sartrouville Triathlon)  |           |                     | 1er      |        |          |
| Mitch Dean (Mulhouse Olympique Tri)             |           |                     | 2e       |        |          |
| Tony Moulai (Poissy Triathlon)                  |           |                     | 3e       |        |          |
| Cyrille Mazure (Beauvais Triathlon)             |           |                     |          | 1er    |          |
| Sylvain Dodet (Poissy Triathlon)                |           |                     |          | 2e     |          |

| Femmes                                | Dunkerque | Les Sables-d'Olonne | Beauvais | Embrun | La Baule |
| ------------------------------------- | --------- | ------------------- | -------- | ------ | -------- |
| Carole Péon (Tri Club Châteauroux 36) | 1er       | 1er                 |          | 1er    | 1er      |
| Virginie Jouve (Poissy Triathlon)     | 2e        | 3e                  | 1er      |        |          |
| Laura Bennett (Beauvais Triathlon)    | 3e        |                     |          |        |          |
| Jessica Harrison (Poissy Triathlon)   |           | 2e                  | 3e       | 2e     | 2e       |
| Kathleen Smet (Montpellier Triathlon) |           |                     | 2e       |        |          |
| Julie Gigault (Poissy Triathlon)      |           |                     |          | 3e     |          |
| Delphine Py (Beauvais Triathlon)      |           |                     |          |        | 3e       |